# الإشتاخنية (الجيش العباسي)

تعود أصول الإشتاخنية إلى إشتاخنية في آسيا الوسطى

الإشتاخنية كانت فوج من الجيش النظامي للخلافة العباسية خلال القرن التاسع. تألف الفوج من الجنود الذين تعود اصولهم إلى بلدة وإقليم إشتاخنية (Ishtikhan) في ترانسكسانيا في بلاد ما وراء النهر. الاسم الإشتاخانية مختلف عليه بشكلٍ دقيق في المصادر، حيث ذكرت بمسمى الإشتاخنية أو بمسمى الإشتاخنجية وكلا الاسمين يُفترض أنها أسماء مختلفة للوحدة.

## التاريخ
يبدو أن إشتاخانية نشطت في منتصف القرن التاسع، لا سيما في الفترة التي أقام فيها الخلفاء العباسيون في سامراء. بالمقارنة مع غيرها من أفواج بلاد ما وراء النهر (ترانسكسانيا) في الجيش مثل الفراغنة أو الأشروسنية، ومع ذلك، فهي لم تذكر بشكل كبير في المصادر. خلال خلافة المعتصم (833-842)، كانت فوج الإشتاخانية، إلى جانب وحدات الجيش الأخرى، متمركزة في سامراء بعد بنائها في عام 836؛ ويذكر اليعقوبي أن ضباط الفراغنة أو الأشروسنية والإشتاخانية، ووحدات أخرى من خراسان كانوا يقيمون على طول جادة في المدينة اسمها «الحاير الجديد».
في عام 845، ربما شارك الإشتاخنية في حملة بوقا الكبير ضد الفوضى التي أحدثها بنو سليم في محيط المدينة المنورة. في عام 870 كان فوج الإشتاخنية واحدا من الافواج العسكرية التي حاولت الدفاع عن الخليفة المهتدي (حكم 869-870) ضد تمرد القوات التركية. بعد عام 870 اختفت الإشتاخنية إلى حد كبير في المصادر؛ من الممكن أن تكون الوحدة قد تم حلها خلال خلافة المعتمد (حكم من 870 إلى 892).